# 13 de agosto nos Jogos Olímpicos de Verão de 2016
13 de agosto de 2016 nos Jogos Olímpicos de Verão de 2016 será o décimo primeiro dia de competições.

## Esportes
| - Atletismo - Badminton - Basquetebol - Boxe - Ciclismo - Esgrima - Futebol - Ginástica | - Golfe - Halterofilismo - Handebol - Hóquei sobre a grama - Natação - Polo aquático - Remo - Saltos ornamentais | - Tênis - Tênis de mesa - Tiro - Vela - Voleibol - Voleibol de praia |

## Campeões do dia
| Evento                                   | Ouro | Prata | Bronze |
| ---------------------------------------- | --- | --- | --- |
| Remo - Skiff simples masculino           | Mahé Drysdale NZL Nova Zelândia | Damir Martin CRO Croácia | Ondrej Synek CZE República Checa |
| Remo - Skiff simples feminino            | Kim Brennan AUS Austrália | Gevvie Stone USA Estados Unidos | Duan Jingli CHN China |
| Atletismo - Arremesso de disco masculino | Christoph Harting GER Alemanha | Piotr Małachowski POL Polônia | Daniel Jasinski GER Alemanha |
| Remo - Oito com feminino                 | Emily Regan Kerry Simmonds Amanda Polk Lauren Schmetterling Tessa Gobbo Meghan Musnicki Eleanor Logan Amanda Elmore Katelin Snyder USA Estados Unidos | Katie Greves Melanie Wilson Frances Houghton Polly Swann Jessica Eddie Olivia Carnegie-Brown Karen Bennett Zoe Lee Zoe De Toledo GBR Grã-Bretanha        | Roxana Cogianu Ioana Strungaru Milhaela Petrilă Iuliana Popa Mădălina Beres Laura Oprea Adelina Boguș Andreea Boghian Daniela Druncea ROU Romênia         |
| Remo - Oito com masculino                | Paul Bennett Scott Durant Matt Gotrel Matt Langridge Tom Ransley Pete Reed William Satch Andrew Triggs-Hodge Phelan Hill GBR Grã-Bretanha             | Maximilian Munski Malte Jakschik Andreas Kuffner Eric Johannesen Maximilian Reinelt Felix Drahotta Richard Schmidt Hannes Ocik Martin Sauer GER Alemanha | Kaj Hendrik Robert Lücken Boaz Meylink Boudewijn Roell Olivier Siegelaar Dirk Uittenboogaard Mechiel Versluis Tone Wieten Peter Wiersum NED Países Baixos |